# Ectosimbiosi

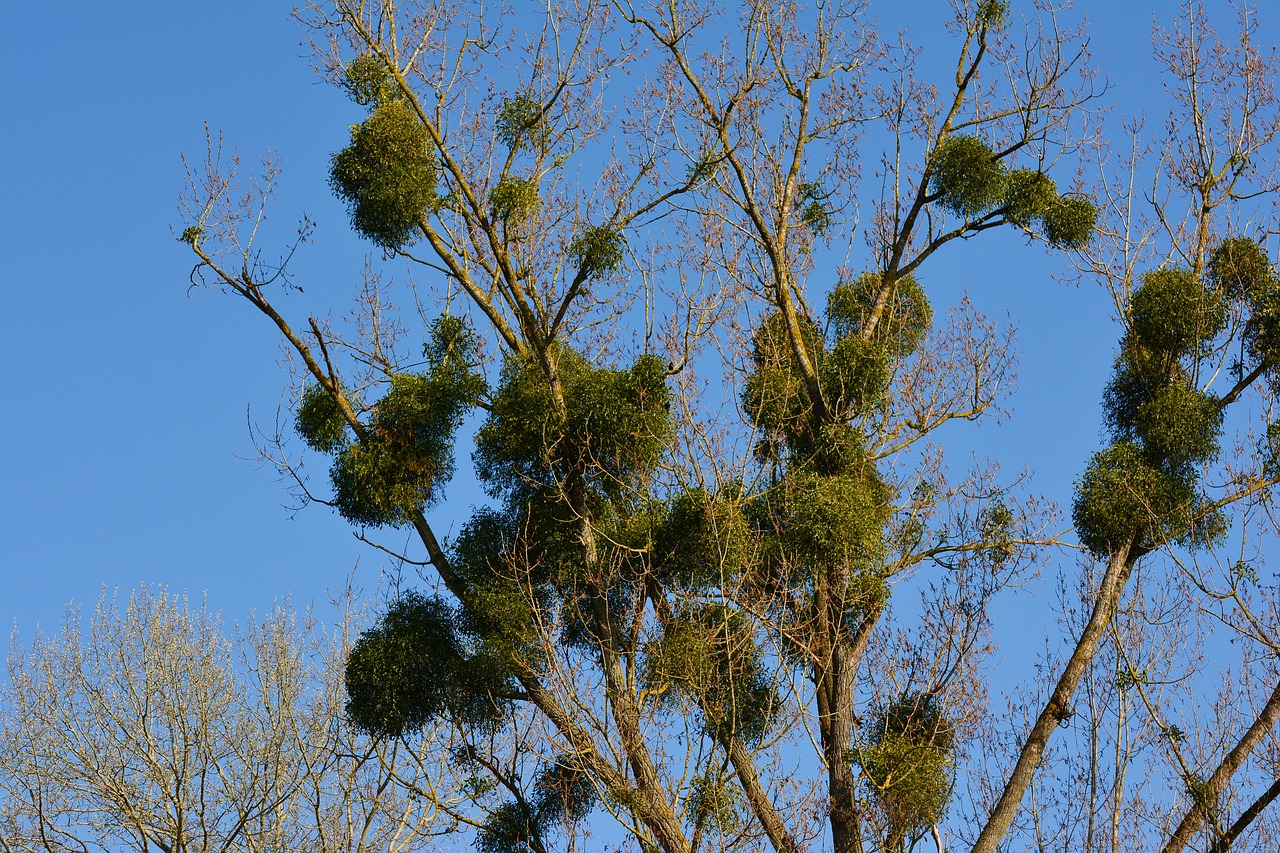
El vesc europeu és un exemple d'un paràsit ectosimbiòtic, el qual viu sobre arbres i n'extreu nutrients i aigua.

L'ectosimbiosi és una forma de comportament simbiòtic en què un paràsit viu a la superfície corporal de l'hoste, incloses les superfícies internes com el revestiment del tub digestiu i els conductes de les glàndules. L'espècie paràsit és generalment un organisme immòbil o sèssil que existeix fora del substrat biòtic a través del mutualisme, el comensalisme o el parasitisme. L'ectosimbiosi es troba en una àmplia gamma d'ambients i en moltes espècies diferents.
En algunes espècies, l’ambient simbiòtic proporcionat tant pel paràsit com per l’hoste és mútuament beneficiós. En investigacions recents s'ha comprovat que aquesta micro-flora evoluciona i es diversifica ràpidament en resposta a canvis en el medi extern, per tal d’estabilitzar i mantenir un entorn ectosimbòtic beneficiós.

## Història evolutiva

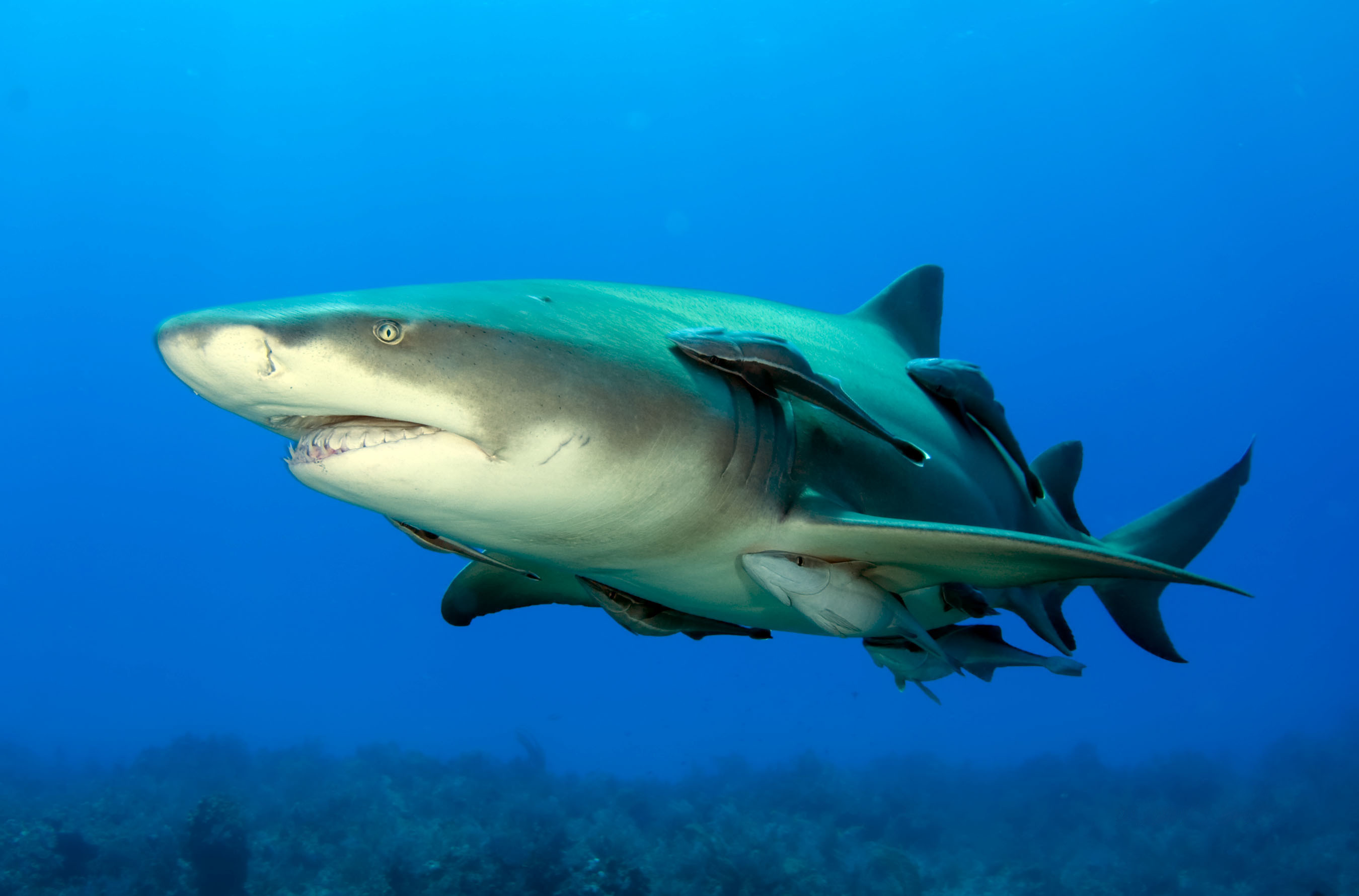
Els equenèids formen interaccions de comensalisme ectosimbiòtic amb un tauró llimona per tal d'«escombrar» el seu menjar i recórrer llargues distàncies.

L'ectosimbiosi ha evolucionat independentment moltes vegades per omplir una gran varietat de nínxols ecològics, tant temperats com extrems. Aquestes regions temperades inclouen els mars de la costa de Singapur, mentre que les regions extremes arriben fins a les profunditats de l'Antàrtida i les fumaroles hidrotermals. Probablement va evolucionar com una especialització de nínxol, que va permetre una major diversitat en el comportament ectosimbiòtic entre les espècies. A més, en el cas del mutualisme, l'evolució va millorar la forma física de les dues espècies implicades, propagant l'èxit de l'ectosimbiosi. Ha evolucionat de manera independent a través de l'evolució convergent en tots els dominis de la vida.

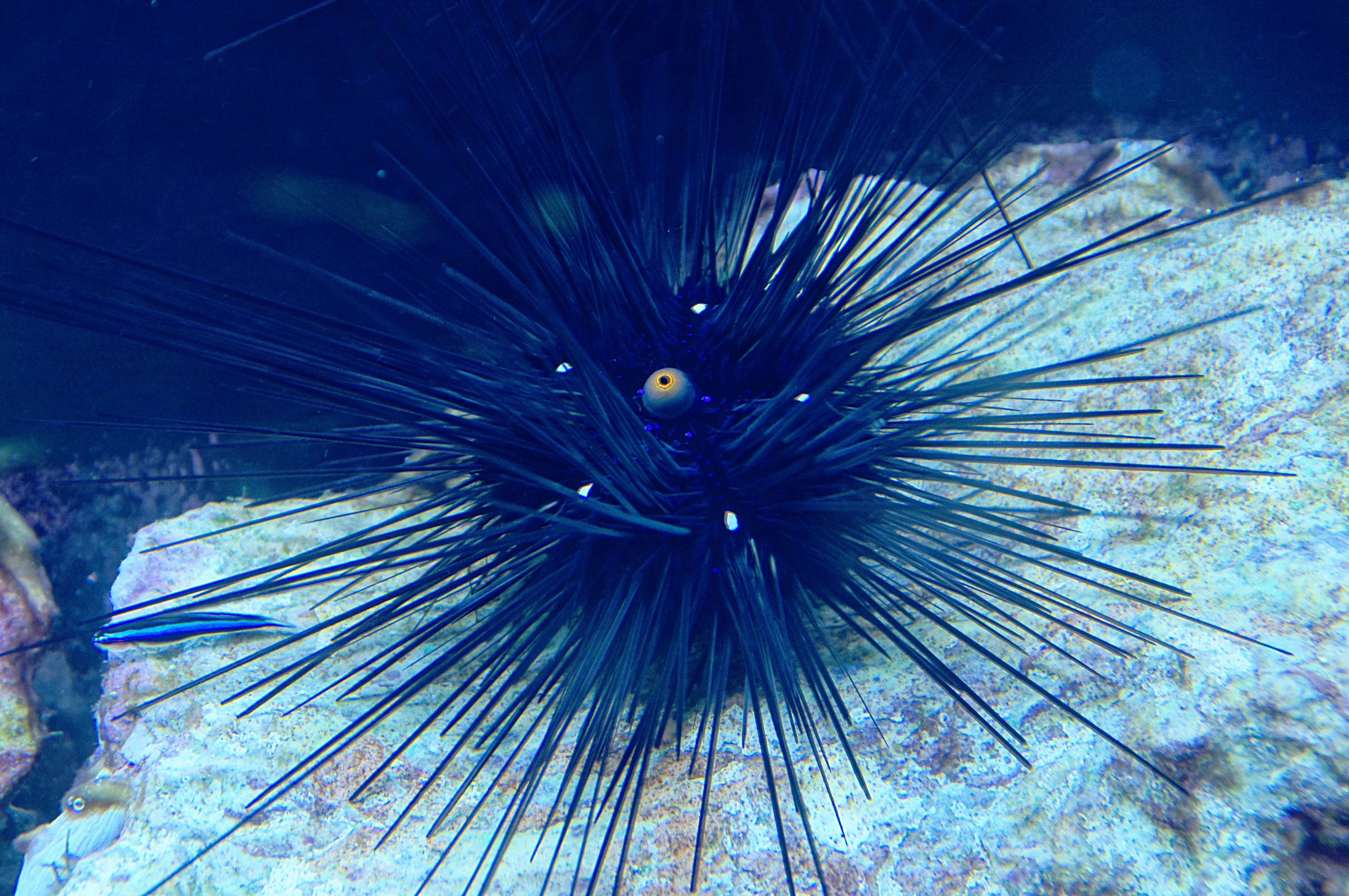
Els eriçons de mar, amb les seves espines, proporciona protecció als paràsits ectosimbiòtics que hi viuen.

L'ectosimbiosi permet formar nínxols que no podrien existir sense el suport del seu amfitrió. Intrínsecament, aquest nínxol afegit obre una nova branca de l'arbre evolutiu. L'èxit evolutiu de l'ectosimbiosi es basa en els beneficis que experimenten el paràsit i l'hoste. A causa de la dependència del paràsit de l’hoste i els beneficis i costos associats tant al paràsit com a l’hoste, els dos continuaran coevolucionant tal com s'explica en la hipòtesi de la Reina Vermella. La hipòtesi de la Reina Vermella sosté que un host evolucionarà contínuament a la defensa contra un atac paràsit, i les espècies de paràsits també s'adaptaran a aquests canvis en la defensa immunològica de l'hoste. El resultat va ser la coevolució competitiva entre les dues espècies.
L'ectosimbiosi s'afegeix a la biodiversitat de l'entorn, ja sigui a la terra, a l’aigua dolça, als deserts o a les fumaroles hidrotermals. Concretament, l'ectosimbiosi proporciona un nou nínxol o entorn per a les espècies en el qual moltes espècies noves poden diferenciar-se i prosperar.
Aquesta especialització de nínxols entre espècies també condueix a l'estabilització de les relacions simbiòtiques entre organismes sèssils i mòbils. Els ectosimbiotes poden augmentar la forma física del seu hoste ajudant amb el metabolisme, la fixació del nitrogen o la neteja de l'organisme hoste. La diversitat d’avantatges encara s'ha d’explorar completament, però, en virtut de la persistència de tota l'evolució recent, probablement confereixen un avantatge adaptatiu a moltes de les espècies que existeixen únicament a causa de l'ectosimbiosi.